# Вальгалла (Північна Дакота)
Вальгалла (англ. Walhalla) — місто (англ. city) в США, в окрузі Пембіна штату Північна Дакота. Населення — 893 особи (2020).

## Географія
Вальгалла розташована за координатами 48°55′16″ пн. ш. 97°55′1″ зх. д. / 48.92111° пн. ш. 97.91694° зх. д. (48.921030, -97.916991).  За даними Бюро перепису населення США в 2010 році місто мало площу 2,77 км², з яких 2,73 км² — суходіл та 0,04 км² — водойми.

## Демографія
Згідно з переписом 2010 року, у місті мешкало 996 осіб у 439 домогосподарствах у складі 263 родин. Густота населення становила 360 осіб/км².  Було 515 помешкань (186/км²).
Расовий склад населення:
| - 88,3 % — білих - 8,7 % — корінних американців - 0,1 % — чорних або афроамериканців |

До двох чи більше рас належало 2,7 %. Частка іспаномовних становила 1,7 % від усіх жителів.
За віковим діапазоном населення розподілялося таким чином: 23,8 % — особи молодші 18 років, 55,5 % — особи у віці 18—64 років, 20,7 % — особи у віці 65 років та старші. Медіана віку мешканця становила 45,5 року. На 100 осіб жіночої статі у місті припадало 105,8 чоловіків;  на 100 жінок у віці від 18 років та старших — 101,9 чоловіків також старших 18 років.
Середній дохід на одне домашнє господарство  становив 53 209 доларів США (медіана — 36 685), а середній дохід на одну сім'ю — 62 209 доларів (медіана — 54 583). Медіана доходів становила 44 375 доларів для чоловіків та 32 727 доларів для жінок. За межею бідності перебувало 16,1 % осіб, у тому числі 24,1 % дітей у віці до 18 років та 14,6 % осіб у віці 65 років та старших.
Цивільне працевлаштоване населення становило 497 осіб. Основні галузі зайнятості: освіта, охорона здоров'я та соціальна допомога — 16,9 %, виробництво — 15,3 %, роздрібна торгівля — 14,5 %.